# Red Dead Redemption
Red Dead Redemption ist ein Action-Adventure von Rockstar Games. Es spielt in einer offenen Welt im Wilden Westen. Das Videospiel erschien im Mai 2010 für Xbox 360 und PlayStation 3. Das Spiel erhielt ein durchweg positives Presseecho und wurde 14 Millionen Mal verkauft.
Red Dead Redemption ist als Nachfolger von Red Dead Revolver das zweite Red-Dead-Spiel und zugleich Auftakt einer eigenen Reihe. Im Oktober 2018 erschien mit Red Dead Redemption 2 ein Nachfolger.
Eine Portierung inkl. DLC für die Nintendo Switch und PlayStation 4 erschien am 17. August 2023. Im Folgejahr, am 29. Oktober 2024, wurde eine Portierung für Microsoft Windows veröffentlicht. Sie entstand aus einer Zusammenarbeit zwischen Rockstar Games und Double Eleven. Die PC-Version ist identisch mit der Game of the Year Edition und beinhaltet neben einigen Bonusinhalten auch die Erweiterung Undead Nightmare. Des Weiteren sind alle technischen Verbesserungen der PlayStation-4- und Nintendo-Switch-Versionen enthalten.

## Handlung
Red Dead Redemption spielt 1911 gegen Ende des Wilden Westens im amerikanisch-mexikanischen Grenzgebiet. Der Protagonist John Marston trifft in der kleinen Wüstenstadt Armadillo im fiktiven amerikanischen Bundesstaat New Austin ein. Im nahe gelegenen Fort Mercer will er den Gesetzlosen Bill Williamson ausschalten. Die Aktion schlägt fehl; John wird niedergeschossen und bleibt bewusstlos am Straßenrand liegen. Er wird von der zufällig vorbeireisenden Bonnie MacFarlane gerettet und auf deren Ranch versorgt. Hier endet der Prolog und die eigentliche Haupthandlung beginnt.
Im Verlauf der Haupthandlung wird nach und nach die Vorgeschichte offenbart: John ist ein Gesetzloser gewesen, der gemeinsam mit Williamson in Dutch van der Lindes Bande Verbrechen begangen hat. Bei einem fehlgeschlagenen Raub haben die Bandenmitglieder John, vermeintlich sterbend, zurückgelassen. Dieser hat sich daraufhin mit seiner Frau Abigail, einer ehemaligen Prostituierten, und ihrem gemeinsamen Sohn Jack in West Elizabeth niedergelassen und ist seither Farmer. Kurz darauf haben Agenten einer Bundesbehörde namens Bureau Johns Frau und seinen Sohn entführt und erpressen ihn seitdem, seine ehemaligen Kameraden dingfest zu machen oder zu töten.
Nach einiger Zeit in und um Armadillo und MacFarlanes Ranch kann sich John der Hilfe mehrerer Personen versichern, mit denen es ihm schließlich gelingt, Fort Mercer auszuheben. Williamson jedoch ist zuvor nach Mexiko geflohen, wohin ihm John folgt.
Dort angekommen, unterstützt John als Gegenleistung für Hilfe auf der Suche nach Williamson die tyrannische Lokal-Regierung, indem er Sabotageakte mexikanischer Rebellen verhindert. John erfährt, dass sich Williamson bei Javier Escuella, einem weiteren ehemaligen Bandenmitglied, versteckt hält. Auf der Suche nach Hinweisen für deren Versteck erledigt John Aufträge für die Regierung und später, nachdem klar geworden ist, dass er von der Regierung nur benutzt und am Ende beinahe getötet worden ist, für die Rebellen. Schließlich ist John maßgeblich an dem Umsturz des lokalen und korrupten mexikanischen Machthabers Colonel Allende beteiligt, im Zuge dessen er auch seine ehemaligen Bandenmitglieder Williamson und Escuella töten kann. John glaubt nun, den Auftrag der amerikanischen Bundesbehörde erledigt zu haben und dadurch seine Familie wiederzubekommen. Er macht sich auf den Weg in die Stadt Blackwater, doch anstatt seine Familie wiederzusehen, wird er nun dazu gezwungen, van der Linde zu töten. In einem Angriff auf die Bergfestung van der Lindes stellt John diesen; van der Linde wählt jedoch den Freitod, indem er sich – noch bevor John ihn erschießen kann – rücklings in eine Schlucht fallen lässt. John darf nun wieder zu seiner Familie und ein neues Leben als Farmer beginnen.
Nach einigen Monaten auf der Farm, als sich Johns Leben endlich zu normalisieren schien, erscheinen jedoch die Bundesagenten mit Soldaten, um ihn zu töten. Nachdem John seine Frau und seinen Sohn in Sicherheit gebracht hat, stellt er sich und stirbt, von mehreren Kugeln getroffen.
Von hier an übernimmt der Spieler die Rolle von Johns Sohn Jack. Nachdem John begraben worden ist, sind drei Jahre vergangen und auch Jacks Mutter ist gestorben. Jack beerdigt sie neben seinem Vater auf der Ranch. Jack ist zu einem Mann gereift und steht seinem verstorbenen Vater in nichts nach. Am Bahnhof von Blackwater erfährt er durch einen Regierungsbeamten, dass Edgar Ross, der einst Johns Ermordung befohlen hat, sich zur Ruhe gesetzt hat und mit seiner Frau an einem See lebt. Jack findet schließlich Ross bei einem Ausflug in Mexiko und tötet ihn in einem letzten Duell. Nachdem er seinen Vater nun gerächt hat, schaut Jack auf seine Waffe und geht davon. Was aus ihm wird, ist unklar.

## Spielprinzip und Technik
Das Spiel besteht zum einen aus Hauptmissionen, welche die Handlung vorantreiben, und den sogenannten Nebenmissionen. Ähnlich wie bei der Grand-Theft-Auto-Reihe ist es dem Spieler hier überlassen, in welcher Reihenfolge und zu welchem Zeitpunkt er die Missionen spielt. Der Spieler muss sich zu den einzelnen Missionsschauplätzen begeben, um sie abschließen zu können.
Das Spiel folgt dem Prinzip des Open-World-Gameplays aus der Third-Person-Perspektive. Hierbei bietet Rockstar Games dem Spieler eine frei begehbare Landschaft an, welche der Protagonist zu Fuß, zu Pferd, mit der Kutsche oder mit dem Zug frei erkunden kann. Die Spielkarte verweist auf verschiedene Umgebungen, unter anderem auf Steppen, Wüsten, Nadelwälder, hohe und verschneite Berge usw. Der Schwerpunkt dieser liegt, anders als bei der Grand-Theft-Auto-Reihe, auf natürlicher, größtenteils unbebauter Umgebung. Allerdings bietet die Spielumgebung Ortschaften und Siedlungen an, in denen der Spieler mit computergesteuerten Charakteren interagieren kann (Spielen, Handeln usw.). Red Dead Redemption bietet neben dem Einzelspieler-Modus noch den Mehrspieler-Modus an, in dem die Umgebung mit über das Internet verbundenen menschlichen Spielern erkundet werden kann (Bsp. Jagd). Dabei bietet der Titel eine vielfältige Auswahl von Tieren an, die John Marston jagen kann. Erlegte Tiere können gehäutet und die Felle bei Händlern verkauft werden. Je nach Gegend, in denen sich der Spieler aufhält, leben verschiedene Tierarten, dazu gehören u. a. Bisons, Grizzlybären und Wölfe. Ebenso wie das Spiel Grand Theft Auto 4 wurde das Spiel mit der Animations-Engine Euphoria versehen. Die Bewegungsabläufe werden realistischer dargestellt.

### Kampf
Schusswechsel und Verfolgungsjagden sind Hauptbestandteile des Spiels. Der Spieler kann hinter verschiedenen Gegenständen Deckung nehmen, Personen anvisieren, blind oder gezielt feuern. In Red Dead Redemption stehen dem Spieler verschiedene Waffen zur Verfügung. Dazu gehören Schrotflinten, Scharfschützengewehre, Kanonen, Gatling-Gewehre, Revolver, Pistolen, Messer, Sprengstoff, Molotowcocktails oder ein Lasso. Im Kampf kann John Marston Gegner mit der Zielvorrichtung „Dead-Eye“ ausschalten. Dies erlaubt dem Spieler für eine kurze Zeit die Geschwindigkeit des Spielablaufs zu verlangsamen, um dann einen oder mehrere Zielpunkte auf einzelnen oder mehreren Gegnern zu platzieren. Anschließend werden markierte Ziele automatisch unter Beschuss genommen.

### Mehrspielermodus
In Red Dead Redemption kann der Spieler im Internet mit bis zu 16 Spielern pro Runde spielen, wie zum Beispiel Deathmatch, Schnapp die Tasche oder Capture the Flag. Es gibt auch einen sogenannten Freeroam-Modus, in dem der Spieler alleine oder mit Freunden frei die riesige Welt von Red Dead Redemption erkunden kann. Bei diesem Spielmodus können sich Spieler zu Clans zusammenschließen und verbündet gegen andere Clans kämpfen, mit ihnen jagen oder auf Erkundungsreise gehen.
Die Nintendo-Switch-Version und der Port für PlayStation 4 sowie Windows beinhalten keine Multiplayerfunktionalität.

## Erweiterungen

Logo des DLC Undead Nightmare

Für Red Dead Redemption wurden verschiedene herunterladbare Erweiterungspakete (DLC) als Bonus angeboten, je nachdem für welchen Shop man sich zum Vorbestellen entschied. Kunden, die ihr Spiel bei Amazon vorbestellt hatten, erhielten als Bonus goldene Waffen, welche es dem Spieler erlaubten, mehr Bonusmissionen freizuschalten und Gegner schneller zu erledigen. Hatte der Kunde den Titel bei Saturn vorbestellt, erhielt dieser ein einzigartiges Pferd, welches schneller, ausdauernder und zäher ist als andere. Für die Vorbesteller bei GameStop stand das Outfit „Deadly Assassin“, welches die „Dead-Eye“-Anzeige zwei Mal so schnell auflädt wie gewöhnlich, zur Verfügung. Alle drei Boni sowie ein Download-Code für den Soundtrack des Spiels im MP3-Format sind in der Limited Edition enthalten. Die drei Boni sind inzwischen auch über den Xbox-Live-Marktplatz einzeln erhältlich.
Als weitere Download-Addons sind erhältlich:
- Legenden und Schurken
- Lügner und Betrüger
- Outlaws bis zum Schluss

Mit Undead Nightmare wurde ein weiteres Add-on veröffentlicht, bei der John Marston es mit Untoten zu tun bekommt.
Seit dem 26. November 2010 gibt es eine Disc-Version, die auch ohne Hauptspiel spielbar ist. Darin enthalten sind auch die weiteren Erweiterungen, wie Legenden und Schurken, Lügner und Betrüger und Outlaws bis zum Schluss.

## Besetzung und Synchronisation
| Rolle                              | Darsteller und Sprecher |
| ---------------------------------- | ----------------------- |
| John Marston                       | Rob Wiethoff            |
| Nigel West Dickens                 | Don Creech              |
| Jack Marston                       | Josh Blaylock           |
| Abigail Marston                    | Sophia Marzocchi        |
| Bonnie MacFarlane                  | Kimberly Irion          |
| Seth Briars                        | Kevin Glikmann          |
| Landon Ricketts                    | Ross Hagen              |
| Edgar Ross                         | Jim Bentley             |
| Harold MacDougal                   | Joe Ochman              |
| Vincente de Santa                  | Hector Luis Bustamante  |
| Abraham Reyes                      | Josh Segarra            |
| Nastas                             | Benjamin Byron Davis    |
| Uncle                              | Spider Madison          |
| Bill Williamson                    | Steve J. Palmer         |
| Dutch Van Der Linde                | Benjamin Byron Davis    |
| Javier Escuella                    | Antonio Jaramillo       |
| Drew MacFarlane                    | Chuck Kelley            |
| Leigh Johnson                      | Anthony de Longis       |
| Jonah                              | Brad Carter             |
| Eli                                | Frank Noon              |
| Norman Deek                        | James Carrol            |
| Alwyn Lloyd                        | Paul Mullan             |
| Leander Holland                    | Daron McFarland         |
| Irish                              | Kharrison Sweeney       |
| Andreas Müller                     | Thomas Mikusz           |
| Agustin Allende                    | Gary Carlos Cervantes   |
| Luisa Fortuna                      | Francesca Galeas        |
| Miranda Fortuna                    | Rebecca Soler           |
| Emilio Fortuna                     | Bettis Richardson       |
| Mrs. Fortuna                       | Gy Mirano               |
| Mr. Fortuna                        | Juan Carlos Cantú       |
| Archer Fordham                     | David Wilson Barnes     |
| Mrs. Ditkiss                       | Fay Dewitt              |
| Mrs. Bush                          | Lynn Cohen              |
| Pfarrer                            | Danny Mastrogiorgio     |
| Jenny                              | Kate Simses             |
| Zeitungsjunge                      | Gail Bennington         |
| Jake                               | Barry Lynch             |
| Amos                               | Dan Campbell            |
| Quique Montemayor                  | Alex Estornel           |
| Moses Forth                        | John Bellah             |
| Shaky                              | Joshua Bass             |
| Carlos                             | Carlos Antonio          |
| Espinoza                           | David Anzuelo           |
| Uriah Tollets                      | Angus Hepburn           |
| Eva Cortes                         | Elisa Rodriguez         |
| Sam Odessa                         | Holter Graham           |
| Charles Kinnear                    | Patch Darragh           |
| Mysteriöser Mann                   | Brennan Brown           |
| Basilio Aguirre Olmos de la Vargas | Gerardo Rodriguez       |
| Jimmy Saint                        | Paul De Boy             |
| Oliver Philips                     | Sherman Howard          |
| Abner Forsyth                      | Bill Raymond            |
| Nathan Harling                     | Wayne Alan Wilcox       |
| Rose Harling                       | Aimee McCabe            |
| Andrew McAllister                  | Jim Conroy              |
| Nonne                              | Begonya Plaza           |
| D.S. MacKenna                      | Jay O. Sanders          |
| Billy West                         | John Gabriel            |
| Zhou                               | Grant Chang             |
| Emily Ross                         | Maria Couch             |
| Jeb Blankenship                    | Bryan Shany             |
| Mario Alcalde                      | Juan Carlos Hernández   |
| Alma Horlick                       | Lauren Klein            |
| Harold Thornton                    | Angus Hepburn           |
| Elizabeth Thornton                 | Stephanie Hepburn       |
| Silas Spatchcock                   | Erik Bergmann           |
| Aldous Worthington                 | Sherman Howard          |
| Phillip Ross                       | Bill Raymond            |
| Howard Sawicki                     | Patch Darragh           |
| Clara LaGuerta                     | Ashley Albert           |

## Rezeption

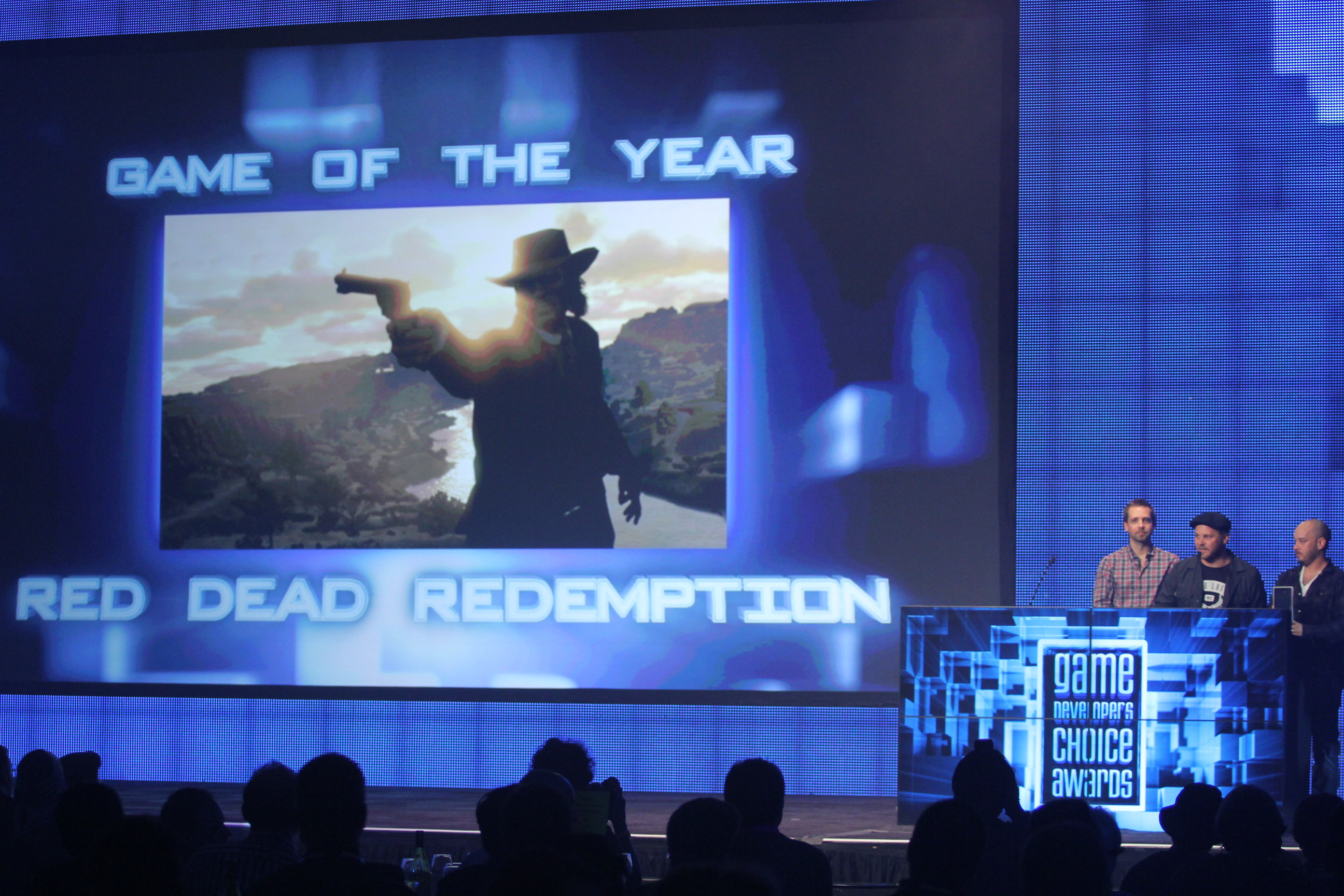
Red Dead Redemption erhielt zahlreiche Auszeichnungen.

Red Dead Redemption erhielt überwiegend positive Kritiken. Metacritic aggregiert 96 (Xbox 360) bzw. 73 (PS3) Rezensionen zu einer Gesamtwertung von 95/100. GameStar bewertete die PC-Portierung 2024 mit 83 von 100 Punkten.

## Nachfolger
Im Oktober 2016 kündigte Rockstar Games den Nachfolger Red Dead Redemption 2 für eine Veröffentlichung im Herbst 2017 an. Das Spiel erschien nach mehrmaliger Terminverschiebung am 26. Oktober 2018.